# Capillaire elektrometer

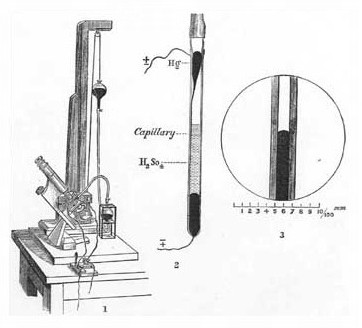
Capillaire elektrometer van Lippmann (1872)

De capillaire elektrometer is een meetinstrument voor het detecteren van kleine veranderingen in elektrische spanningen. Dit instrument werd in 1872 uitgevonden door de Franse natuurkundige Gabriel Jonas Lippmann en is daarom ook bekend als de Lippmann elektrometer.

## Constructie & werking
Het meetinstrument bestaat uit een glazen U-vormige buis die dik is aan de ene kant en zeer dun is aan de andere kant. Het dunne uiteinde werkt hierbij als een capillaire buis. De U-buis is half gevuld met kwik, met een kleine hoeveelheid verdund zwavelzuur boven op het kwik in de capillaire buis. Metalen aansluitdraden zijn verbonden aan het dikke uiteinde in het kwik en aan het dunne uiteinde in het zwavelzuur.
Wanneer een elektrische impuls arriveert zal deze de oppervlaktespanning van het kwik veranderen, waardoor het kwikniveau in de capillaire buis iets omhoog zal springen. Met een lamp – gericht op de overgang kwik-zwavelzuur – en een beweegbare fotografische plaat kunnen deze veranderingen vastgelegd worden.

## Toepassing
Met behulp van dit instrument was het de Franse onderzoeker Étienne-Jules Marey in 1876 gelukt om de actiestromen in het hart van een kikker en een schildpad vast te leggen. Later, in 1887, wist Augustus Desiré Waller hiermee om het eerste elektrocardiogram van een menselijk lichaam te maken. Nadeel was dat dit instrument de hartslag niet rechtstreeks registreert. Ingewikkelde wiskundige berekeningen waren noodzakelijk om de traagheid van het kwik te compenseren en te achterhalen wat de meetresultaten nu werkelijk betekenden.
Ondanks de verbeteringen die werden doorgevoerd (onder andere door Willem Einthoven) bleek al snel dat de capillaire elektrometer ongeschikt was om een nauwkeurige meting van de hartslag te maken.